# Эзоп (Лиса и виноград)
«Эзоп (Лиса и виноград)» — фильм-спектакль на основе спектакля Ленинградского Большого драматического театра «Эзоп» в постановке Георгия Товстоногова. В 1962 году фильм получил «Золотую Нимфу» как лучшая драматическая программа на Международном телевизионном фестивале в Монте-Карло.

## Сюжет
Основан на пьесе Гильерме Фигейредо «Лиса и виноград».
Действие происходит в Древней Греции, на Самосе, в V веке до н. э.
Служанка Мели наряжает свою скучающую госпожу, Клею, и развлекает её рассказом о споре философов на городской площади. В то время как Мели восхищается мужем госпожи, философом Ксанфом, Клею гораздо больше интересует капитан стражи из Афин, для него, а не для мужа она наряжается, и не скрывает этого от служанки. Ксанф представляется Клее человеком ограниченным, заурядным и чудовищно однообразным, — вот сейчас он придёт и скажет, как всегда: «Клея, радость моя, я привёз тебе подарок!»
Именно с этими словами появляется Ксанф, а очередным подарком оказывается уродливый раб по имени Эзоп — «самый уродливый во всей Греции», как утверждает Ксанф. Клея просит убрать прочь «эту гадость», но раб, который держится с нерабским достоинством, рассказывает ей басню о том, как люди равным образом привыкают и к красоте, и к уродству. Ему удаётся заинтересовать Клею. Из рассказа самого Эзопа и Ксанфа Клея узнаёт, что во время путешествия Эзоп нашёл для её мужа клад, но не получил обещанной свободы, вместо этого Ксанф приказал его высечь. Клея, возмущенная несправедливостью мужа, просит отпустить раба, но Ксанф отказывается: Эзоп ещё не созрел для свободы.
Постепенно Клея привыкает к внешности Эзопа, а глубокий ум, остроумие и оригинальность выгодно отличают его от Ксанфа. Сочувствуя Эзопу, Клея в отсутствие Ксанфа предлагает ему бежать; но Эзоп не хочет жить под постоянным страхом быть пойманным, ибо это не свобода.
В один из дней Ксанф приводит в дом «мудреца» — человека, который ничего не хочет, ничем не дорожит и никого не любит. Это тот самый капитан стражи из Афин, к которому неравнодушна Клея, Агностос. После продолжительных возлияний Ксанф ввязывается в пьяный спор о том, может ли он выпить море, и в пылу спора подписывает бумагу с обещанием выпить море — или, в случае неисполнения, передать Агностосу свой дом и своё имущество. Возмущённая поведением мужа, Клея уходит из дома. Философ обещает даровать Эзопу свободу, если он вернёт ему жену: положение брошенного мужа слишком позорно и унизительно. И Эзоп находит способ вернуть Клею; но Ксанф в очередной раз обманывает его.
Тем временем в Клее просыпается чувство к Эзопу, она предлагает рабу отомстить Ксанфу — заключить её в свои объятия; Эзоп признаётся Клее в любви, но отказывается от неё. Оскорблённая женщина обвиняет его перед мужем в домогательствах; но Ксанфу уже не до Клеи: Агностос требует исполнения обещания, - Ксанф готов заискивать перед Эзопом и даже обвинить жену в том, что она сама спровоцировала раба.
Эзоп находит для Ксанфа выход: философ обещал выпить только море, но не подвизался пить воду впадающих в него рек; пусть отделят воду рек, и тогда Ксанф выпьет море. Народ догадывается о том, что выход для Ксанфа нашёл Эзоп, и требует его освобождения. Клея хочет уйти вместе Эзопом, но Ксанф соглашается даровать свободу своему рабу лишь при условии, что Клея останется.
Проходит время, Ксанф, исчерпавший запас басен Эзопа, которые он перед учениками выдавал за собственные, пытается сочинять сам, но безуспешно. В дом к нему приводят связанного Эзопа: его обвиняют в краже золотого сосуда из храма Аполлона в Дельфах. Но Эзоп не повинен в краже: сосуд в его котомку положила Клея, чтобы вернуть его в дом Ксанфа. По закону, свободный человек за такое преступление должен быть сброшен в пропасть, раба должен наказать его хозяин, — Эзопа привели к Ксанфу, потому что в Дельфах его считают рабом: Эзоп спрятал освободивший его папирус. Но только для того, чтобы ещё раз увидеть Клею.
И Ксанф, и Клея убеждают Эзопа признать себя рабом, сжечь документ об освобождении и таким образом спасти свою жизнь; но Эзоп выбирает «пропасть для свободных людей».

## Создание фильма
Георгий Товстоногов совместно с Юрием Музыкантом подготовил телевизионный вариант первой постановки спектакля 1957 года с Виталий Полицеймако в роли Эзопа, Николаем Корном в роли Ксанфа и Ниной Ольхиной в роли Клеи, жены Ксанфа. Работа над фильмом продолжалась восемь месяцев, за которые театральная постановка, в соответствии с принципами режиссёра, была полностью переделана под телевизионный формат. Дополнительно к сценам в павильонах были досняты эпизоды на натуре: панорама пустыни, по которой движутся рабы с тяжёлой поклажей в начале фильма, сцена смерти Эзопа, бросающегося со скалы в бушующее море в конце.

### В ролях
- Виталий Полицеймако — Эзоп[6]
- Николай Корн — Ксанф[6]
- Нина Ольхина — Клея[6]
- Инна Кондратьева — Мели[6]
- Павел Луспекаев — Агностос[6]
- Всеволод Кузнецов — начальник стражи[6]
- Борис Васильев — эфиоп[6]

Текст за кадром читает Георгий Товстоногов.

### Съёмочная группа
- Сценарная разработка и постановка — Георгий Товстоногов и Юрий Музыкант[6]
- Главные операторы — Моисей Магид, Лев Сокольский[6]
- Художник — Александр Блэк[6]
- Композиторы — Н. Симонян, Ю. Прокофьев[6]
- Звукооператор — Л. Вальтер[6]
- Режиссёр — А. Тубеншляк[6]

Фильм снят киностудией «Ленфильм».